# Røsnæs Sogn
Røsnæs Sogn ist eine Kirchspielsgemeinde (dän.: Sogn) auf der dänischen Insel Seeland.
Bis 1970 gehörte sie zur Harde Ars Herred im damaligen Holbæk Amt, danach zur Kalundborg Kommune im Vestsjællands Amt, die wiederum im Zuge der Kommunalreform zum 1. Januar 2007 in der erweiterten Kalundborg Kommune in der Region Sjælland aufgegangen ist.

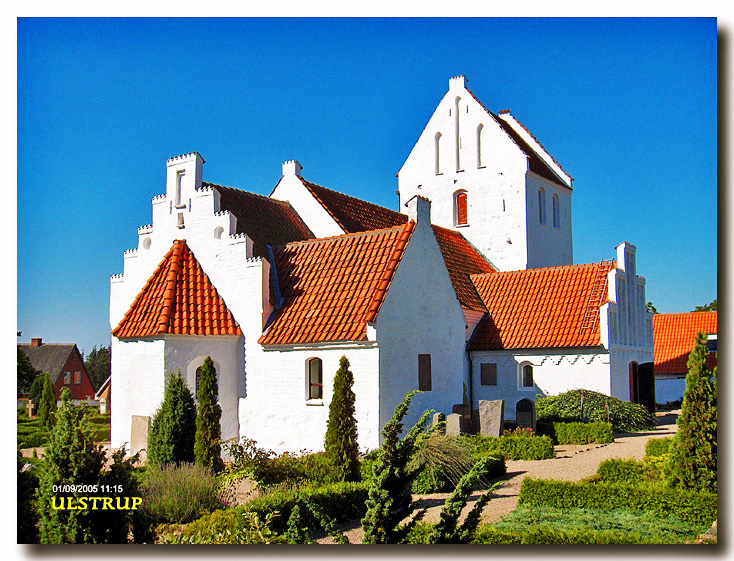
Røsnæs kirke

Am 1. Januar 2023 lebten im Kirchspiel 731 Einwohner, davon 379 im Kirchort Ulstrup. Die „Røsnæs Kirke“ liegt auf dem Gebiet der Gemeinde.
Einzige Nachbargemeinde ist im Osten Raklev Sogn, in den anderen Himmelsrichtungen ist die Halbinsel von der Ostsee umgeben.